# Міклуси
Міклуси (пол. Mikłusy) — село в Польщі, у гміні Тшебешув Луківського повіту Люблінського воєводства.
Населення — 208 осіб (2011).
У 1975-1998 роках село належало до Седлецького воєводства.

## Демографія
Демографічна структура станом на 31 березня 2011 року:
|          | Загалом | Допрацездатний вік | Працездатний вік | Постпрацездатний вік |
| -------- | ------- | ------------------ | ---------------- | -------------------- |
| Чоловіки | 106     | 22                 | 66               | 18                   |
| Жінки    | 102     | 29                 | 54               | 19                   |
| Разом    | 208     | 51                 | 120              | 37                   |